# 棕腹蓝仙鹟
棕腹蓝仙鹟（学名：Niltava oatesi），为鹟科仙鹟属的鸟类。分布于西藏、四川、云南、印度东北部、缅甸和越南北部等地。该物种的模式产地在缅甸。